# 임수연
임수연(1993년 7월 15일~)은 대한민국의 여자 가수이다. 아버지 임동신, 어머니 주현미 사이에서 1남 1녀 중 둘째로 태어났다. 2012년부터 2017년까지 네바다 대학교 라스베이거스 호텔경영학과에 재학했다. 대학교를 졸업하자마자 2017년 싱글앨범 Fingerprint로 데뷔하였다.

## 앨범

### 음반
- 2020년 《봄밤》
- 2019년 《세상에서 제일 예쁜 딸 (KBS 2TV 주말드라마) OST - Part.7》
- 2019년 《세상에서 제일 예쁜 딸 (KBS 2TV 주말드라마) OST - Part.5》
- 2018년 《Monday》
- 2018년 《Let Yourself Be》
- 2018년 《뭐해, 지금》
- 2018년 《I'm Okey》
- 2017년 《Fingerprint》

## 뮤지컬

### 공연
- 2018년 《임수연 콘서트》
- 2017년 《쎔데이 페스티벌》
- 2017년 《라임 트리 페스티벌》
- 2016년 《사운드베리 페스타》

## 방송
- 2021년 KBS2 《수미산장》 - 8회 게스트

## 가족 관계
- 아버지 임동신(1957년)
- 어머니 주현미(1961년 11월 5일)
- 오빠 임준혁(1991년)

## 학력
- 네바다 대학교 라스베이거스 호텔경영학과(졸업)